# مزرعه السیاد
مزرعه السیاد (به عربی: مزرعة السياد) یک منطقهٔ مسکونی در لبنان است که در شهرستان جبیل واقع شده‌است.
 مزرعه السیاد ۶٫۶۵ کیلومتر مربع مساحت دارد.